# LS (Zugbeeinflussung)

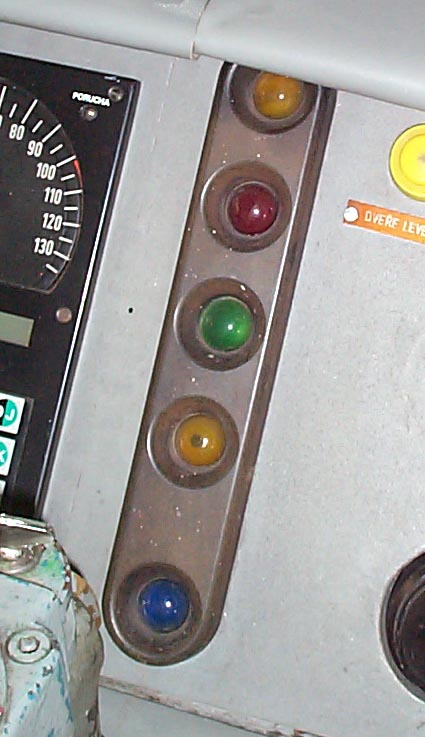
Führerstandsanzeige LS II

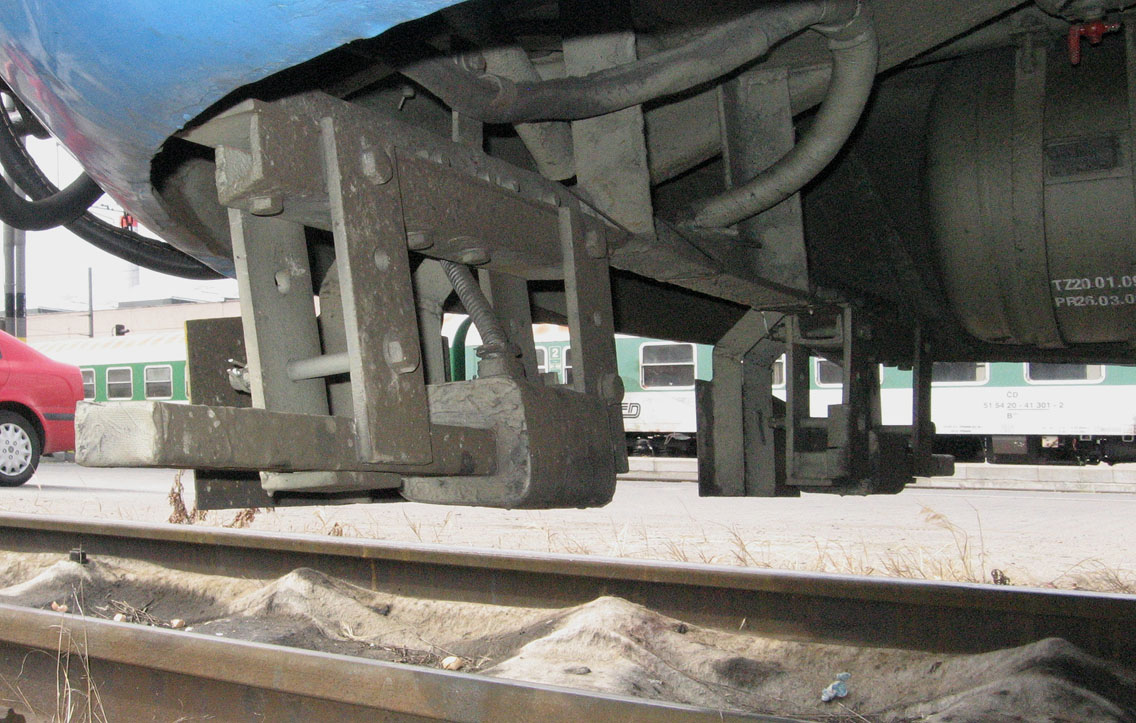
Fahrzeugantennen der LS II an einem Triebzug der Baureihe 451

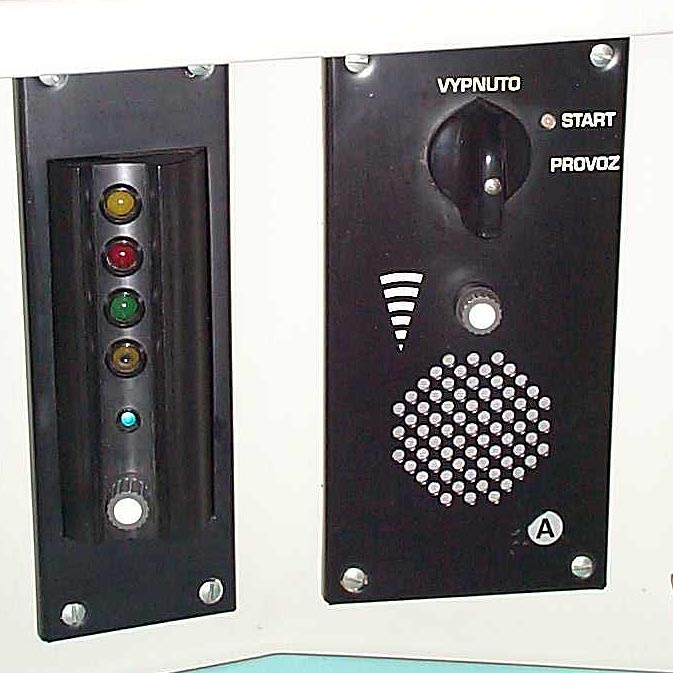
Führerstandsanzeige und Bedienschalter mit den Positionen Aus, Start und Betrieb des Zugbeeinflussungssystems LS 90

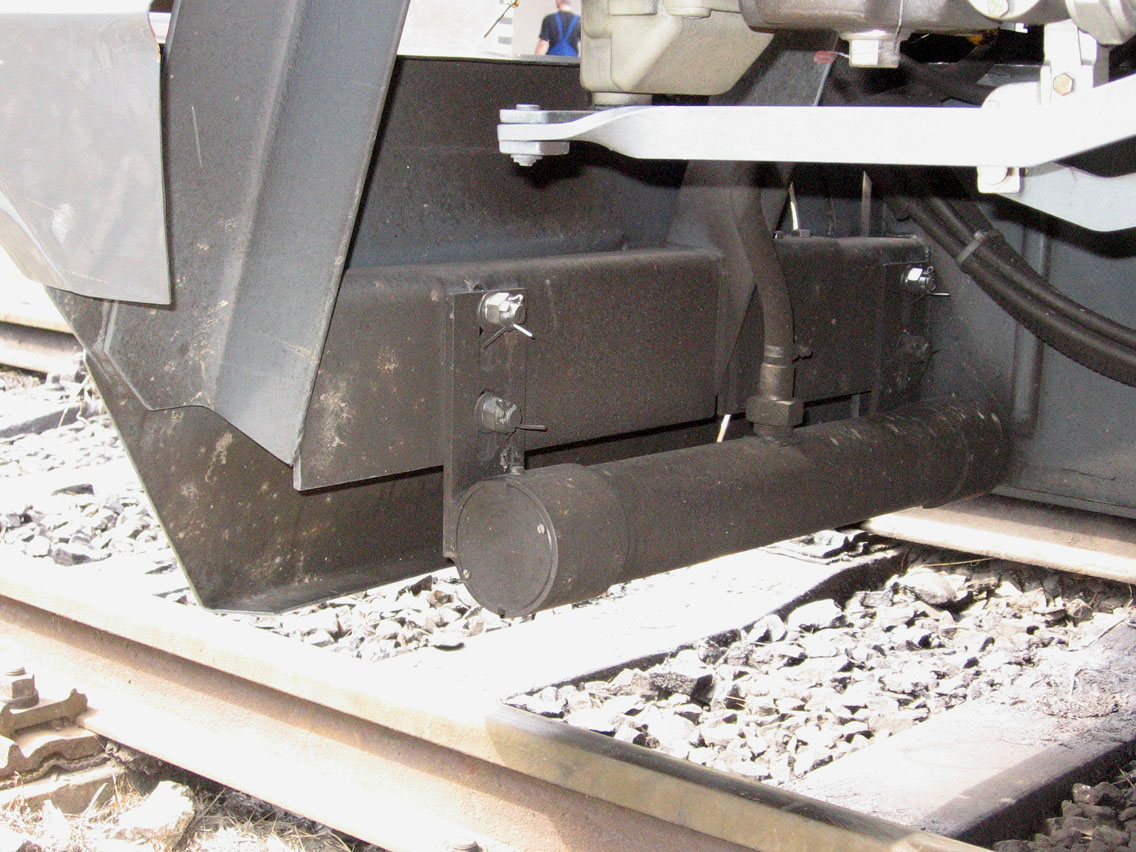
Fahrzeugantenne der LS 90 an einem Triebzug der Baureihe 471

LS ist ein Zugbeeinflussungssystem, das bei den Eisenbahnen in Tschechien (SŽ) und der Slowakei (ŽSR) verwendet wird. Die Abkürzung LS steht für tschechisch Liniový Systém, was mit kontinuierlicher Übertragung übersetzt werden kann.
LS ist in Tschechien auf allen Hauptbahnen mit einer zulässigen Geschwindigkeit über 100 km/h, in der Slowakei auf Hauptbahnen mit einer Geschwindigkeit über 120 km/h installiert. Die meisten tschechischen und slowakischen Triebfahrzeuge sind mit einem Fahrzeuggerät ausgerüstet, das mit LS zusammenarbeitet.

## Geschichte
LS wurde in Anlehnung an das sowjetische Zugbeeinflussungssystem ALSN entwickelt und zu Beginn der 1960er Jahre bei den Tschechoslowakischen Staatsbahnen ČSD eingeführt. Mit LS setzte man sich einen flüssigeren Betriebsablauf zum Ziel, indem unabhängig vom Standort des Zuges jederzeit die Übertragung einer geänderten Signalstellung auf das Triebfahrzeug möglich ist, wozu eine kontinuierliche Datenübertragung notwendig ist.
Das System wurde schrittweise weiterentwickelt, wobei die Versionen LS II, LS III und LS IV in Relaistechnik aufgebaut sind. Mit LS 90 kamen zu Beginn der 1990er Jahre elektronische Schaltkreise zum Einsatz. Zur gleichen Zeit erschien der erste Bericht über das einheitliche europäische Zugbeeinflussungssystem ETCS, worauf auf eine Weiterentwicklung des tschechoslowakischen Zugbeeinflussungssystems verzichtet wurde. Nach der Trennung sah sich jedoch nur Tschechien an diesen Beschluss gebunden. In der Slowakei wurde mit Mirel ein Fahrzeuggerät mit erweitertem Funktionsumfang entwickelt, das mit der Streckenausrüstung von LS zusammenarbeitet. Das tschechische Fahrzeuggerät LS 06 hat die gleichen Funktionen wie die Vorgängerversionen, wurde aber durch den Einsatz von Mikroprozessoren auf den aktuellen technischen Stand gebracht.

## Funktionsweise
Der streckenseitige Teil des Systems besteht aus codierten Gleisstromkreisen, die mit einer Trägerfrequenz arbeiten. Die Datenübertragung zwischen den Gleisstromkreisen und dem Fahrzeuggerät erfolgt über induktiv gekoppelte Luftspulen-Antennen über den Schienen. 
Auf Strecken, die mit 3 kV Gleichspannung elektrifiziert sind und auf den fahrleitungslosen Strecken werden die Gleisstromkreise mit einer Grundfrequenz von 50 Hz gespeist, bei Wechselstromstrecken und in Bahnhöfen beträgt die Grundfrequenz 75 Hz. Diese beiden Grundfrequenzen dienen in erster Linie der Gleisfreimeldung. Die Grundfrequenz wird je nach Signalstellung mit einer von vier verschiedenen Frequenzen (rechteckförmig, Amplitudenmodulation) moduliert. Damit wird die Übertragung von vier Signalzuständen (inklusive Haltsignalstellung) ermöglicht. Die Mitbenutzung der Gleisstromkreise erfordert auf Gleisen, die signaltechnisch in beiden Richtungen befahren werden, die Umschaltbarkeit von Speise- und Gleisrelaisseite. Eine Informationsübertragung ist nur möglich, wenn ein Zug die Freimeldeabschnitte von der Gleisrelaisseite her befährt.
Sobald ein Triebfahrzeug in einen mit LS ausgerüsteten Gleisstromkreis einfährt, beginnt die Übertragung der Signalinformation, die das Signal am Ende des Blockabschnitts zeigt. Die Fahrzeugantennen, die sich vor der ersten Achse befinden, empfangen die Signalinformationen. Die Führerstandsanzeige besteht aus vier Leuchten zur Darstellung der vier Signalinformationen. Darunter befindet sich eine weitere blaue Leuchte, die in erloschenem Zustand zur Bedienung der Wachsamkeitstaste auffordert.
| Frequenz | Signalzeichen    | Anzeige auf dem Fahrzeug | Geschwindigkeit             |
| -------- | ---------------- | ------------------------ | --------------------------- |
| 5,4 Hz   | freie Fahrt      | grün                     | maximale Zuggeschwindigkeit |
| 3,6 Hz   | Warnung          | gelb                     | 120 km/h                    |
| 1,8 Hz   | 40 und Warnung   | gelber Ring              | 40 km/h                     |
| 0,9 Hz   | Halt             | rot                      | 30 km/h                     |
| –        | ohne Übertragung | –                        | 120 km/h                    |

Bei Fahrten auf Abschnitten ohne LS-Streckenausrüstung muss regelmäßig die Wachsamkeitstaste bedient werden. Auf Abschnitten mit LS-Streckenausrüstung ist nur bei Übertragung der Signalzeichen Warnung und 40 und Warnung die Wachsamkeitstaste zu betätigen. Unterbleibt dies, ertönt nach Ablauf einer Frist ein Horn. Wenn der Lokomotivführer die nächsten vier Sekunden die Wachsamkeitstaste immer noch nicht betätigt, erfolgt eine Zwangsbremsung. Bei Geschwindigkeiten unter 15 km/h und angezogener Feststellbremse ist die Wachsamkeitskontrolle nicht aktiv.

## Ablösung durch ETCS
LS wird in absehbarer Zukunft durch das einheitliche europäische Zugbeeinflussungssystem ETCS abgelöst werden. In Tschechien besteht zwischen Kolín und Poříčany eine 22 km lange mit ETCS Level 2 ausgerüstete Versuchsstrecke. In der Slowakei ist die Bahnstrecke Bratislava–Žilina zwischen Bratislava-Rača und Nové Mesto nad Váhom mit ETCS Level 1 ausgerüstet.
Bezüglich ETCS wird LS als Klasse-B-System (Class B-System) geführt. Für LS ist ein Specific Transmission Module (STM) verfügbar.